# Regno di Iberia
Iberia (in greco antico: Ἰβηρία?, Ibēría; in latino Hiberia) era il nome dato dagli antichi Greci e Romani all'antico Regno georgiano di Cartalia (in georgiano ქართლი?) (IV secolo a.C.-V secolo) corrispondente all'incirca alle parti orientali e meridionali dell'odierna Georgia.
Viene anche chiamata Iberia Caucasica (od Iberia Orientale) per distinguerla dalla penisola iberica (Spagna e Portogallo).

## Storia

### Le prime civiltà
L'area fu abitata nei primi tempi da alcune tribù, collettivamente chiamate Iberiani dagli storici antichi. Gli indigeni chiamavano il loro paese Kartli in onore di un loro mitico capo tribù, Kartlos.
I Moschi, menzionati da vari storici classici, ed i loro possibili discendenti, i Saspiri (menzionati da Erodoto), potrebbero aver giocato un ruolo cruciale nella consolidazione delle tribù indigene. I Moschi si erano mossi lentamente a nord-est fondando insediamenti mentre viaggiavano. Il più importante di questi era Mtskheta, la futura capitale del Regno iberico. La tribù Mtskheta venne in seguito governata da un capo localmente conosciuto come mamasakhlisi (“il padre di famiglia” in georgiano).
La fonte medievale georgiana Moktsevai Kartlisai (“Conversione di Kartli”) parla di Azo e della sua gente, che proveniva da Arian-Kartli - l'antica patria dei proto-Iberici, che fu sotto controllo persiano fino alla caduta dell'Impero persiano - per insediarsi nel sito dove sarebbe stata poi fondata Mtskheta. Un'altra fonte georgiana Kartlis Tskhovreba (“Storia di Kartli”) sostiene che Azo sarebbe stato un ufficiale di Alessandro Magno, che conquistò la zona, fino a quando non venne sconfitto alla fine del IV secolo a.C. dal principe Farnabazo I, che era a quei tempi il capo di una tribù locale.
La storia dell'invasione del Kartli da parte di Alessandro, anche se interamente fittizia, riflette la nascita della monarchia georgiana nel periodo ellenistico ed il desiderio dei successivi letterati georgiani di collegare questo evento alle conquiste del grande imperatore macedone.

### Pharnavaz I e i suoi discendenti
Pharnavaz, vittorioso nella lotta per il potere, divenne il primo re di Iberia (ca. 302 a.C.-ca. 237 a.C.). Respingendo un'invasione, conquistò le zone limitrofe, inclusa una parte significativa dello stato georgiano occidentale di Colchide (localmente conosciuto come Egrisi), e sembra che avesse ottenuto il riconoscimento del nuovo stato dai Seleucidi di Siria. Pharnavaz riformò la lingua scritta georgiana, e creò un nuovo sistema di amministrazione, suddividendo il paese in alcune province chiamate saeristavo. I suoi successori riuscirono a ottenere il controllo delle gole del Caucaso, tra cui la più importante era il Darial (o Porte Iberiche).
A questo periodo di splendore e di prosperità seguì tuttavia un periodo di guerre continue in cui l'Iberia fu costretta a difendersi da numerose invasioni. L'Iberia cedette alcune delle sue province meridionali all'Armenia, ed i Colchiani secedettero dall'Iberia formando principati separati (sceptuchoi). Alla fine del II secolo a.C., il re Pharnavazide Farnadjom venne deposto dai suoi sudditi e la corona venne offerta al principe Armeno Arshak che salì al trono iberiano nel 93 a.C., dando così inizio alla dinastia dei Arshakidi.

### Periodo romano

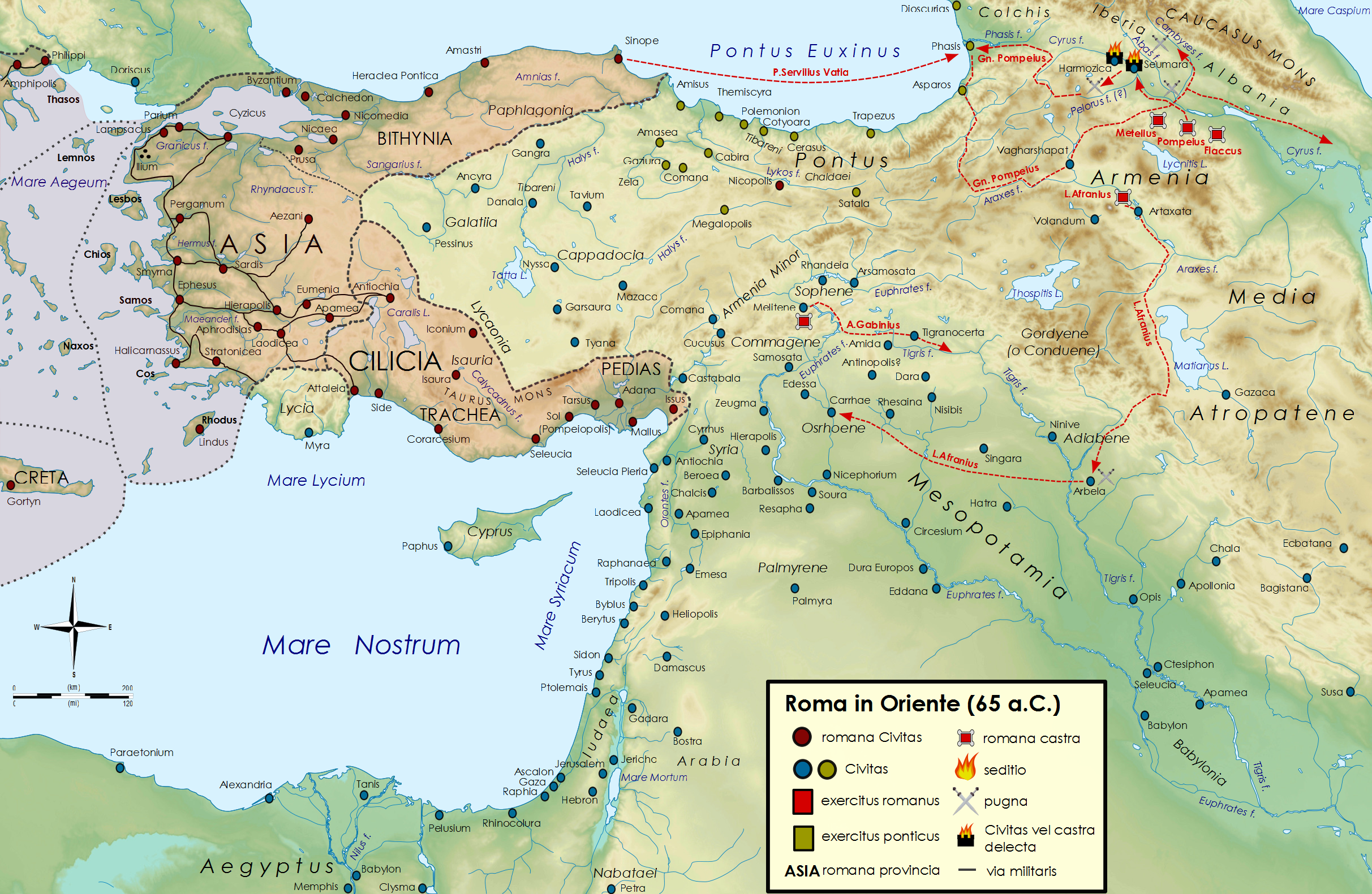
L'anno 65 a.C. della terza guerra mitridatica: Pompeo sottomise le popolazioni caucasiche degli Iberi ed Albani

I suoi legami con l'Armenia portarono il Paese ad essere invaso (65 a.C.) dai Romani comandati dal generale Gneo Pompeo Magno, che era in guerra con Mitridate VI del Ponto, e l'Armenia; ma Roma decise di non annettere l'Iberia. 19 anni dopo, i Romani, guidati dal luogotenente di Marco Antonio, Publio Canidio Crasso, di nuovo marciarono (36 a.C.) in Iberia costringendo il Re Pharnavaz II a unirsi alla loro campagna contro l'Albania.
Mentre l'altro Regno georgiano di Colchide divenne provincia romana, l'Iberia accettò la protezione imperiale di Roma. Un'iscrizione sulla pietra rinvenuta a Mtskheta sostiene che il re del I secolo Mihdrat I (58-106) era "amico dei Cesari" e il re "dei Romani adorava gli Iberiani." L'Imperatore Vespasiano fortificò l'antico sito Mtskheta di Arzami per i re iberiani nel 75.
Nei successivi due secoli i Romani continuarono a esercitare un'influenza sull'area, ma a partire dal regno di Re Pharsman II (116 – 132) l'Iberia riottenne un po' del suo antico potere. Le relazioni tra l'imperatore romano Adriano e Pharsman II erano tese, anche se Adriano cercò di pacificarsi con Pharsman. Tuttavia, fu solo sotto il successore di Adriano Antonino Pio che le relazioni migliorarono al punto che si dice che Pharsman abbia addirittura visitato Roma, dove, secondo Dione Cassio, venne eretta una statua in suo onore. In questo periodo le relazioni con l'impero mutarono, poiché li riconosceva come alleati invece che come stato sottomesso a loro, una situazione politica che non mutò col tempo, nonostante le ostilità dell'impero con i Parti.

### Territorio conteso tra Roma/Bisanzio e la Persia

L'Iberia durante l'Impero romano alla sua massima espansione sotto Marco Ulpio Traiano, nel 117 d.C.

Decisiva per la storia futura dell'Iberia fu la fondazione dell'Impero sasanide nel 224. Rimpiazzando il debole Regno dei Parti con uno stato forte e centralizzato, cambiò l'orientamento politico dell'Iberia sottraendola dall'influenza di Roma. L'Iberia divenne tributario dei sasanidi sotto il regno di Sapore I (241-272). Le relazioni tra i due stati all'inizio sembrano siano stati amichevoli, in quanto l'Iberia fu alleata dei Sasanidi nelle loro guerre contro Roma, e il re d'Iberia Amazasp III (260-265) venne considerato un alto dignitario del regno sasanide, non un vassallo che era stato sottomesso con la forza delle armi. Ma le tendenze aggressive dei Sasanidi erano evidenti nella loro propagazione del Zoroastrismo, che si diffuse in Iberia tra il 260 ed il 290. Tuttavia, nella pace di Nisibis (298) mentre Roma riconobbe il loro regno sull'area, riconobbe Mirian III, il primo della dinastia cosroide, come re di Iberia. La predominanza romana si dimostrò cruciale, in quanto il re Mirian III e i nobili si convertirono al cristianesimo intorno al 317. In gran parte del merito di aver diffuso il cristianesimo in Iberia va alla donna cappadoce Santa Nino, che dal 303 aveva predicato il cristianesimo in Iberia.

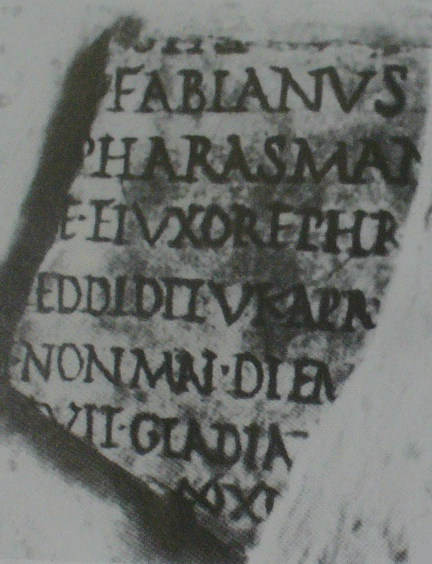
Frammento dei Fasti ostienses che cita il re Pharasman

La religione divenne un forte legame tra Georgia e Roma (e poi Bisanzio) e ebbe un grande impatto sulla cultura e sulla società iberiana. Tuttavia, in seguito alla pace stipulata fra l'imperatore Gioviano e l'imperatore sasanide Sapore II nel 363, Roma cedette il controllo dell'Iberia alla Persia, ed il Re Varaz-Bakur I (Asphagur) (363-365) divenne un vassallo persiano, esito confermato poi dalla pace di Acilisene nel 387. Anche se Pharsman IV (406-409) preservò l'autonomia del suo paese e cessò di pagare tributi alla Persia, la Persia prevalse, e i re Sasanidi iniziarono a assumere un viceré (pitiaxae/bidaxae) per tenere sotto controllo i loro vassalli. I re Sasanidi tentarono di diffondere gli insegnamenti di Zoroastro in Iberia, e a partire dalla metà del V secolo lo zoroastrismo era diventata la seconda religione ufficiale nella Georgia orientale insieme al cristianesimo. Tuttavia, i tentativi di convertire al zoroastrismo la gente comune georgiana non ebbero molto successo.
Sotto il regno di Vakhtang I (447-502) l'Iberia attraversò un breve periodo di relativa ripresa. Formalmente vassallo dei Persiani, rese sicuri i confini al nord sottomettendo i montanari caucasici, e conquistò la Georgia dell'ovest e del sud. Istituì un autocefalo patriarcato a Mtskheta, e rese Tbilisi capitale del regno. Nel 482 condusse una rivolta contro la Persia e iniziò una disperata guerra per l'indipendenza che durò vent'anni. Non riuscì a ottenere aiuti dai Bizantini e venne alla fine sconfitto, morendo in battaglia nel 502.

### Caduta del regno
Le continue guerre tra Bisanzio e Persia per la supremazia nel Caucaso, e la successiva insurrezione fallimentare (523) dei Georgiani sotto il Regno di Gurgen ebbe tragiche conseguenze per il paese. Da lì in avanti, il re di Iberia ebbe solo potere nominale, mentre il paese era governato effettivamente dai Persiani. Nel 580, Ormisda IV (578-590) abolì la monarchia in seguito alla morte del re Bakur III, e l'Iberia divenne una provincia persiana governata da un marzpan (governatore). I nobili georgiani esortarono l'imperatore bizantino Maurizio a ricreare il regno di Iberia nel 582, ma nel 591 Bisanzio e Persia si misero d'accordo per spartirsi l'Iberia, con Tbilisi che finì in mani persiane mentre Mtskheta andò ai Bizantini.
All'inizio del VII secolo la tregua tra Bisanzio e la Persia terminò. Il principe iberiano Stephanoz I (ca. 590-627), decise nel 607 di unire le forze con la Persia in modo da riunificare l'Iberia, un obiettivo che sembra aver raggiunto. Ma la controffensiva dell'Imperatore Eraclio nel 627 e 628 vinse i Georgiani e i Persiani e assicurò ai Bizantini il controllo della Georgia fino all'invasione del Caucaso degli Arabi.

### Periodo arabo
Gli Arabi musulmani raggiunsero l'Iberia intorno al 645 e costrinsero il suo eristavi, (principe), Stephanoz II (637-ca. 650), a riconoscere il Califfo come suo sovrano. L'Iberia divenne quindi uno Stato tributario e un emiro arabo venne installato a Tbilisi intorno al 653. All'inizio del IX secolo, l'eristavi Ashot I (813-830) della nuova dinastia dei Bagration, dalla sua base nella Georgia sudoccidentale, approfittò dell'indebolimento della dominazione araba autoproclamandosi principe ereditario (kouropalates) di Iberia. Un suo successore, Adarnase II di Tao, formalmente vassallo di Bisanzio, fu incoronato “re dei Georgiani” nell'888. Il suo discendente Bagrat III (975-1014), riunificò la Georgia conquistando tutti i vari stati georgiani.

## Iberici occidentali e orientali
Il fatto che anche gli antichi abitanti della penisola iberica si chiamassero Iberici (Iberici 'Occidentali' per distinguerli da quelli del Caucaso), ha portato alcuni a supporre che ci sia una parentela etnogenetica tra Iberici occidentali e gli abitanti dell'Iberia caucasica (chiamati Iberici orientali).
Ciò è stato sostenuto da vari studiosi antichi e medievali. La teoria sembra essere stata popolare nella Georgia medievale. Il prominente scrittore religioso georgiano Giorgi Mthatzmindeli (Giorgio di Mt Athos) (1009-1065) scrive che alcuni nobili georgiani volevano fare un viaggio nella penisola iberica per andare a trovare i locali “Georgiani dell'Ovest”.